# Love Sick Love
Love Sick Love es una película estadounidense del género suspenso de 2012, dirigida por Christian Charles, escrita por Ryan Oxford, musicalizada por John Swihart, en la fotografía estuvo J.P. Lipa y el elenco está compuesto por Lindsay Rose Binder, Jim Gaffigan, Dean Kapica y Charlotte Rae, entre otros. El filme fue producido por Mouseroar y se estrenó el 15 de noviembre de 2012.

## Sinopsis
Dori, una chica sensual, conquista a Norman, un hábil empresario de Nueva York, y lo fuerza a pasar todo un año de vacaciones para demostrar que son la pareja ideal.